# Сагас
Сага́с (кат. Sagàs, вимова літературною каталанською [sə'γas]) - муніципалітет, розташований в Автономній області Каталонія, в Іспанії. Код муніципалітету за номенклатурою Інституту статистики Каталонії - 81884. Знаходиться у районі (кумарці) Барґаза (коди району - 14 та BD) провінції Барселона, згідно з новою адміністративною реформою перебуватиме у складі Баґарії (округи) Центральна Каталонія. 

## Назва муніципалітету
Назва муніципалітету походить від долатинського *Sagar, значення невідоме. Вперше з'явилося у формі Sagars у 1359 р.

## Населення
Населення міста (у 2007 р.) становить 135 осіб (з них менше 14 років - 17,8%, від 15 до 64 - 60%, понад 65 років - 22,2%). У 2006 р. народжуваність склала 2 особи, смертність - 1 особа, зареєстровано 1 шлюб. У 2001 р. активне населення становило 71 особа, з них безробітних - 6 осіб.

Серед осіб, які проживали на території міста у 2001 р., 149 народилися в Каталонії (з них 102 особи у тому самому районі, або кумарці), 4 особи приїхали з інших областей Іспанії, а 0 осіб приїхало з-за кордону. 

Вищу освіту має 23,7% усього населення. 

У 2001 р. нараховувалося 42 домогосподарства (з них 16,7% складалися з однієї особи, 23,8% з двох осіб,14,3% з 3 осіб, 23,8% з 4 осіб, 7,1% з 5 осіб, 2,4% з 6 осіб, 4,8% з 7 осіб, 0% з 8 осіб і 7,1% з 9 і більше осіб).

Активне населення міста у 2001 р. працювало у таких сферах діяльності : у сільському господарстві - 38,5%, у промисловості - 15,4%, на будівництві - 4,6% і у сфері обслуговування - 41,5%. 

 У муніципалітеті або у власному районі (кумарці) працює 55 осіб, поза районом - 27 осіб.

### Безробіття
У 2007 р. нараховувалося 2 безробітних (у 2006 р. - 2 безробітних), з них чоловіки становили 50%, а жінки - 50%.

## Економіка

### Підприємства міста

#### Промислові підприємства
| \| Промислові підприємства міста, за сферою діяльності \| Промислові підприємства міста, за сферою діяльності \| Промислові підприємства міста, за сферою діяльності \| \| Рік \| 2002 р. \| 2001 р. \| \| --------------------------------------------------- \| --------------------------------------------------- \| --------------------------------------------------- \| \| Енергетичні та водні ресурси \| 0% \| 0% \| \| Хімія та метали \| 0% \| 0% \| \| Переробка металів \| 0% \| 0% \| \| Продукти харчування \| 100% \| 100% \| \| Текстиль \| 0% \| 0% \| \| Виробництво меблів, видання \| 0% \| 0% \| \| Інше \| 0% \| 0% \| \| Усього підприємств \| 1 \| 1 \| |         |         |
| Промислові підприємства міста, за сферою діяльності |         |         |
| Рік | 2002 р. | 2001 р. |
| Енергетичні та водні ресурси | 0%      | 0%      |
| Хімія та метали | 0%      | 0%      |
| Переробка металів | 0%      | 0%      |
| Продукти харчування | 100%    | 100%    |
| Текстиль | 0%      | 0%      |
| Виробництво меблів, видання | 0%      | 0%      |
| Інше | 0%      | 0%      |
| Усього підприємств | 1       | 1       |

#### Роздрібна торгівля
| \| Підприємства роздрібної торгівлі міста, за сферою діяльності \| Підприємства роздрібної торгівлі міста, за сферою діяльності \| Підприємства роздрібної торгівлі міста, за сферою діяльності \| \| Рік \| 2002 р. \| 2001 р. \| \| ------------------------------------------------------------ \| ------------------------------------------------------------ \| ------------------------------------------------------------ \| \| Продукти харчування \| - \| 0% \| \| Одяг та взуття \| - \| 0% \| \| Товари для дому \| - \| 0% \| \| Книги та періодичні видання \| - \| 0% \| \| Промислова хімічна продукція \| - \| 0% \| \| Продукція, пов'язана з транспортними засобами \| - \| 0% \| \| Інше \| - \| 100% \| \| Усього підприємств \| 0 \| 1 \| |         |         |
| Підприємства роздрібної торгівлі міста, за сферою діяльності |         |         |
| Рік | 2002 р. | 2001 р. |
| Продукти харчування | -       | 0%      |
| Одяг та взуття | -       | 0%      |
| Товари для дому | -       | 0%      |
| Книги та періодичні видання | -       | 0%      |
| Промислова хімічна продукція | -       | 0%      |
| Продукція, пов'язана з транспортними засобами | -       | 0%      |
| Інше | -       | 100%    |
| Усього підприємств | 0       | 1       |

#### Сфера послуг
| \| Підприємства міста, що працюють у сфері послуг, за діяльністю \| Підприємства міста, що працюють у сфері послуг, за діяльністю \| Підприємства міста, що працюють у сфері послуг, за діяльністю \| \| Рік \| 2002 р. \| 2001 р. \| \| ------------------------------------------------------------- \| ------------------------------------------------------------- \| ------------------------------------------------------------- \| \| Гуртова торгівля \| 0% \| 0% \| \| Готелі та готельний бізнес \| 100% \| 100% \| \| Транспорт та зв'язок \| 0% \| 0% \| \| Посередницькі фінансові послуги \| 0% \| 0% \| \| Послуги підприємствам \| 0% \| 0% \| \| Послуги фізичним особам \| 0% \| 0% \| \| Нерухомість та ін. \| 0% \| 0% \| \| Усього підприємств \| 7 \| 6 \| |         |         |
| Підприємства міста, що працюють у сфері послуг, за діяльністю |         |         |
| Рік | 2002 р. | 2001 р. |
| Гуртова торгівля | 0%      | 0%      |
| Готелі та готельний бізнес | 100%    | 100%    |
| Транспорт та зв'язок | 0%      | 0%      |
| Посередницькі фінансові послуги | 0%      | 0%      |
| Послуги підприємствам | 0%      | 0%      |
| Послуги фізичним особам | 0%      | 0%      |
| Нерухомість та ін. | 0%      | 0%      |
| Усього підприємств | 7       | 6       |

## Житловий фонд
У 2001 р. 2,4% усіх родин (домогосподарств) мали житло метражем до 59 м2, 7,1% - від 60 до 89 м2, 16,7% - від 90 до 119 м2 і
73,8% - понад 120 м2.

З усіх будівель у 2001 р. 70,3% було одноповерховими, 29,7% - двоповерховими, 0
% - триповерховими, 0% - чотириповерховими, 0% - п'ятиповерховими, 0% - шестиповерховими,
0% - семиповерховими, 0% - з вісьмома та більше поверхами.

## Автопарк
| \| Автомобілі, зареєстровані у місті, за призначенням \| Автомобілі, зареєстровані у місті, за призначенням \| Автомобілі, зареєстровані у місті, за призначенням \| \| Рік \| 2006 р. \| 2005 р. \| \| -------------------------------------------------- \| -------------------------------------------------- \| -------------------------------------------------- \| \| Приватні автомобілі \| 56,1% \| 56,7% \| \| Мотоцикли \| 12,7% \| 13,4% \| \| Вантажівки \| 25,5% \| 26,1% \| \| Трактори \| 0% \| 0% \| \| Автобуси та ін. \| 5,7% \| 3,8% \| \| Усього автомобілів \| 157 шт. \| 157 шт. \| |         |         |
| Автомобілі, зареєстровані у місті, за призначенням |         |         |
| Рік | 2006 р. | 2005 р. |
| Приватні автомобілі | 56,1%   | 56,7%   |
| Мотоцикли | 12,7%   | 13,4%   |
| Вантажівки | 25,5%   | 26,1%   |
| Трактори | 0%      | 0%      |
| Автобуси та ін. | 5,7%    | 3,8%    |
| Усього автомобілів | 157 шт. | 157 шт. |

## Вживання каталанської мови
У 2001 р. каталанську мову у місті розуміли 98,7% усього населення (у 1996 р. - 100%), вміли говорити нею 94,6% (у 1996 р. - 
99,4%), вміли читати 89,9% (у 1996 р. - 98,1%), вміли писати 86,6
% (у 1996 р. - 91,1%). Не розуміли каталанської мови 1,3%.

## Політичні уподобання
У виборах до Парламенту Каталонії у 2006 р. взяло участь 79 осіб (у 2003 р. - 93 особи). Голоси за політичні сили розподілилися таким чином:
| \| Вибори до Парламенту Каталонії \| Вибори до Парламенту Каталонії \| Вибори до Парламенту Каталонії \| \| Рік \| 2006 р. \| 2003 р. \| \| -------------------------------------- \| ------------------------------ \| ------------------------------ \| \| Конвергенція та Єднання (CiU) \| 53,2% \| 44,1% \| \| Соціалістична партія Каталонії (PSC) \| 8,9% \| 5,4% \| \| Народна партія (PP) \| 10,1% \| 8,6% \| \| Ініціатива за зелену Каталонію (IC) \| 2,5% \| 4,3% \| \| Республіканська лівиця Каталонії (ERC) \| 25,3% \| 37,6% \| \| Громадянська партія (C's) \| 0% \| 0% \| \| Інші \| 0% \| 0% \| |         |         |
| Вибори до Парламенту Каталонії |         |         |
| Рік | 2006 р. | 2003 р. |
| Конвергенція та Єднання (CiU) | 53,2%   | 44,1%   |
| Соціалістична партія Каталонії (PSC) | 8,9%    | 5,4%    |
| Народна партія (PP) | 10,1%   | 8,6%    |
| Ініціатива за зелену Каталонію (IC) | 2,5%    | 4,3%    |
| Республіканська лівиця Каталонії (ERC) | 25,3%   | 37,6%   |
| Громадянська партія (C's) | 0%      | 0%      |
| Інші | 0%      | 0%      |